# Dzahani
Dzahani är en ort i Komorerna.   Den ligger i distriktet Grande Comore, i den nordvästra delen av landet, 5 km norr om huvudstaden Moroni. Dzahani ligger 219 meter över havet och antalet invånare är 523. Den ligger på ön Grande Comore.
Terrängen runt Dzahani är varierad. Havet är nära Dzahani västerut. Runt Dzahani är det tätbefolkat, med 411 invånare per kvadratkilometer. Närmaste större samhälle är Moroni, 5,5 km söder om Dzahani. I omgivningarna runt Dzahani växer i huvudsak städsegrön lövskog.